# コダチスズムシソウ
コダチスズムシソウ（別名セイタカスズムシソウ、学名：Strobilanthes glandulifera）はキツネノマゴ科イセハナビ属の半低木または1回繁殖型多年生植物。
かつては別名の「セイタカスズムシソウ」が使用されることが多かったが、ラン科クモキリソウ属に同一和名のセイタカスズムシソウ Liparis makinoanaが存在し、紛らわしいことから、後に提案された、和名の重複しないコダチスズムシソウが推奨されている。

## 特徴
沖縄本島のコダチスズムシソウは大型で高さ2 mに達し、約6年に1度一斉開花して結実後に枯れる1回繁殖型の生態で知られるが、石垣島と西表島のものは高さ1 m以下で開花は不定期。葉は菱形状の楕円形から卵状楕円形、鋸歯縁で対生するが、一方が小さい。花枝につく葉は小型だが、花のつかない下方の枝につく葉は大きい。葉裏や茎はほぼ無毛。花は長さ3 cm、淡青紫色または白色で網目模様は明瞭。花期は1–3月。萼は花冠の1/3より短く、半分くらい切れ込む。染色体数は2n=30。
同属のオキナワスズムシソウと類似するが、オキナワスズムシソウは複数回開花する小型の多年生草本であり、葉幅が狭く、茎や葉裏に毛が多く、萼が長い等の特徴がコダチスズムシソウと異なる。コノハチョウ幼虫の食草として知られる。

## ギャラリー
コダチスズムシソウ
（2025年3月 沖縄県石垣市）
- 茎は無毛
- 葉裏はほぼ無毛
- 萼は短く、半分くらい切れ込む

## 分布と生育環境
沖縄本島、石垣島、西表島に分布。山地の湿った場所に群生する。

## 分類について
コダチスズムシソウはかつて、台湾に分布する多年性草本のアリサンアイS. flexicaulis Hayataと形態的に区別できないことから同種とされていたが、生態と分布の違いによりアリサンアイとは別種と判断された。
コダチスズムシソウの学名については、YListではS. glanduliferaを標準、S. flexicaulisをシノニム（アウクトルム）としているが、POWOでは山崎（1981, 1991）と同様の見解を取りS. glanduliferaをアリサンアイS. flexicaulis var. flexicaulisのシノニムとしている。本稿における学名表記は前者のYListおよび邑田（2017, 2021）に従った。